# 윤희춘
윤희춘(尹熙春, 1964년 7월 1일~)은 대한민국의 카누 선수로, 1984년 하계 올림픽에 참가했다.
현재 광문고등학교의 체육선생님